# Пасяда Микола Іванович
Пасяда Микола Іванович (1 лютого 1963 року, село Удовиченки Зіньківського району Полтавської області) — російський підприємець і колишній посадовець українського походження. Доктор економічних наук. Почесний будівельник Росії.

## Біографія
Закінчив Ленінградський інженерно-будівельний інститут, Санкт-Петербурзький гуманітарний університет профспілок. Трудову діяльність розпочав 1980 року електрозварювальником на Балтійскому суднобудівному заводі в Ленінграді. Після закінчення інституту працював головним механіком тресту «Ленинжстрой». Із 1991 по 1994 рік — директор АТЗТ «Арнат», у 1994—1996 роках — директор АТЗТ «Стінві». Із 1996 року — генеральний директор ЗАТ «Стройкомплекс».
У грудні 1997 року вибраний депутатом Законодавчих зборів Ленінградскої області другого скликання, в грудні 2001 — третього скликання за Куйвозівським виборчим округом № 8 (Всеволожський район). Очолив постійну комісію обласних Законодавчих зборів із житлово-комунального господарства, паливно-енергетичного комплексу й будівництва. Із 5 липня 2005 року до червня 2012 року — віце-губернатор Ленінградської області з будівництва, дорожнього господарства, енергетичного комплексу та житлово-комунального господарства. На посаді виконуючого обов'язки віце-губернатора був замішаний у скандалі з розтратою бюджетних коштів.
В 2016 році статки Пасяди оцінювалися в 3,7 млрд. рублів. Володіє підприємством «ГлавСтройКомплекс», ТОВ «Всеволожський ДСК», «Домостроительний комбінат № 5».
У 2017 році бізнес-імперія Пасяди зіткнулася з перспективою банкрутства, чому сприяє, на думку підприємця, нинішнє керівництво Ленінградської області
Одружений. Четверо дітей.